# Ningshaosletten
Ningshaosletten (kinesisk skrift: 宁绍平原, pinyin: Ningshao pingyuan, forkortelse for Ningbo-Shaoxing-sletten) er en kystslette i den nordøstlige del af den kinesiske provins Zhejiang, som har et areal på 4.824 km2. Sammen med  Hangjiahusletten (杭嘉湖平原) udgør den det som kaldes Zhebeisletten (浙北平原, «Nord-Zhejiang-sletten»).
Kystsletten er opkaldt efter de to store byer Ningbo 宁波 og Shaoxing 绍兴.